# Juventae Dorsa
Gli Juventae Dorsa sono una struttura geologica della superficie di Marte.